# زیردریایی زرد (فیلم)
زیردریایی زرد (انگلیسی: Yellow Submarine) یک پویانمایی کمدی، موزیکال و فانتزی به کارگردانی جرج دانینگ است که در سال ۱۹۶۸ منتشر شد. از بازیگران آن می‌توان به جان کلایو، جفری هیوز و بیتلز اشاره کرد.
این فیلم برپایهٔ ترانه‌ای از بیتلز ساخته شده‌است و در آغاز، قرار بود اعضای این گروهِ محبوب موسیقی، خودشان به‌جای شخصیت‌های کارتونی‌شان صحبت کنند، اما در انتها، ضمنِ ساختِ آهنگ و اجرای ترانه‌های فیلم، فقط در تیتراژ پایانی آن صداپیشگی کردند و هنرمندان دیگری در طول فیلم، به‌جای شخصیت‌های کارتونی آن‌ها صحبت کردند.
فیلم با موفقیت خوبی در گیشه و جلب نظر منتقدان همراه بود. مجله تایم در موردش نوشت: «فیلم مبدل به یک موفقیت چشمگیر شد؛ هم در شاد و سرگرم کردنِ نوجوانان و هم از لحاظ زیبایی‌شناسی هنری.»